# Impact! (émission de télévision)
Pour les articles homonymes, voir Impact Wrestling.
TNA Impact! (anciennement Impact!) est un show télévisé de catch produit par la Total Nonstop Action Wrestling (TNA) dont il constitue le programme phare. Le show était en 2004 enregistré à Nashville avant de déménager à l'Impact Zone (Universal Studios d'Orlando) jusqu'en 2013. Impact Wrestling est maintenant tourné chaque jeudi dans la ville où se déroule le spectacle, aux États-Unis ou en Angleterre. Avant mai 2012, le show était le plus souvent pré-enregistré et diffusé quelques jours plus tard. Impact Wrestling est maintenant diffusé la plupart du temps en direct tous les jeudis.
L'émission est actuellement diffusée aux États-Unis et au Canada sur Spike TV, au Royaume-Uni sur 5Star, à travers l'Europe sur Eurosport, au Québec sur RDS, à travers l'Asie sur ESPN Star Sports, aux Philippines sur ABC, en Corée du Sud sur Cinema Networks, et à travers l'Afrique sur Click Boogie. Elle a également été diffusée un temps en France sur la chaine W9[Quand ?]. De 2010 à 2017, l'émission est diffusée sur Ma Chaine Sport.

## Historique

### 2004-2009: L'Évolution du show

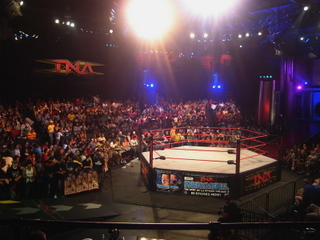
Ring hexagonal utilisé par la TNA de 2004 a 2010.

En mai 2004 la TNA annonce la signature d'un contrat télévisé avec le réseau Fox Sports Net pour présenter une nouvelle émission hebdomadaire appelée TNA iMPACT!. La première édition est présentée le 4 juin 2004. iMPACT! est enregistré le mardi au studio 21 des Universal Studios d’Orlando en Floride et est diffusé entre 16h et 17h les vendredis sur FSN dans la plupart des marchés. La TNA achète sa diffusion au coût de 30 000 $ par semaine.
Le 2 mai 2005, la TNA diffuse son dernier épisode de iMPACT! sur Fox Sports Net qui ne renouvelle pas leur entente. iMPACT! a une moyenne de 0.2 rating depuis son arrivée à la télé. La TNA se retrouve donc sans contrat de télévision autre que celui des évènements mensuels diffusés en paiement à la séance. En juillet 2005, la TNA signe avec RealNetworks pour offrir iMPACT! sur leur site officiel via RealPlayer ce qui permet de télécharger l’émission via BitTorrent. La TNA débute des négociations avec la WGN qui leur propose la grille du lundi soir en même temps que RAW de la WWE, mais les deux parties ne réussissent pas à s'entendre.
Spike TV qui présente RAW et qui vient d’annoncer que son contrat avec la WWE ne sera pas renouvelé à partir d’octobre 2005, devient une alternative intéressante pour la TNA. Le 21 juillet, il est annoncé que la TNA et Spike TV se sont entendus et que iMPACT! fera partie du bloc « Slammin' Saturday Night », qui débutera à l’automne 2005.
Depuis le 27 septembre 2005, la TNA enregistre deux épisodes d’iMPACT! toutes les 2 semaines, avec le premier épisode diffusé le 1er octobre 2005.
Le 6 février 2006, citant les ratings qui ne cessent de monter, Spike TV annonce que iMPACT! changera de grille horaire pour être présenté à heure de grande écoute le jeudi soir à 23h dès le 13 avril 2006 et que les rediffusions seront offertes le samedi soir à 23h plutôt que la semaine, le lundi à minuit. Spike TV annonce ensuite que iMPACT! passera en première partie de soirée à partir du 1er novembre 2006.
L'émission passe ensuite de une à deux heures à partir du 4 octobre 2007. Le jeudi, 27 mars 2008, iMPACT! est diffusée en direct pour la première fois.

### 2010: L’Ère Hogan/Bischoff

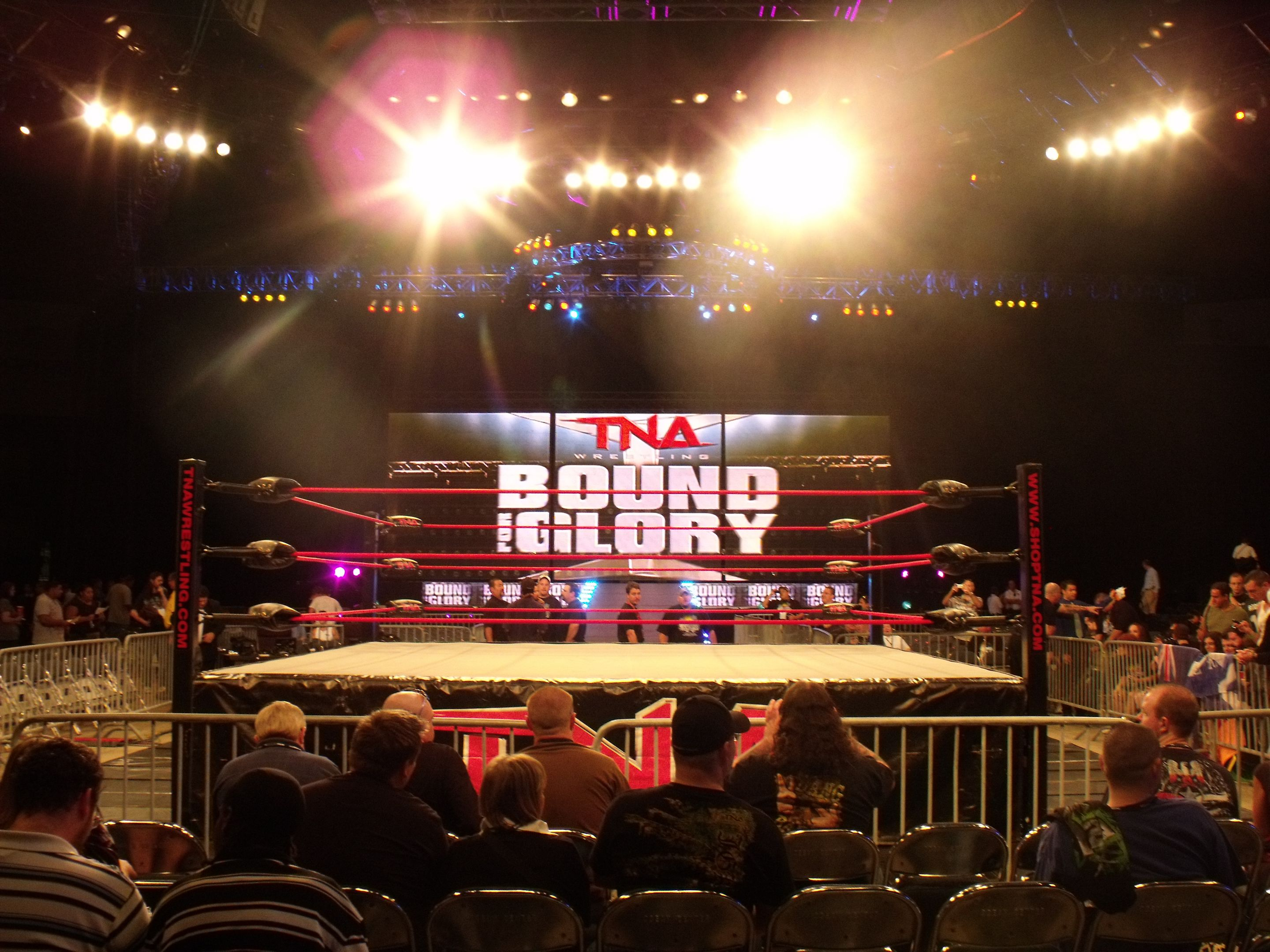
Ring TNA, lors de BFG 2010

À partir de mars 2010, la TNA place son show sur le même créneau horaire que WWE Raw de la WWE. Deux mois plus tard, due à de mauvaises audiences, TNA Impact! repasse sur le créneau du jeudi.

Ancien logo de TNA Impact de 2004 à 2010.

À partir de l'épisode 322 de Impact, le 30 octobre, les cotes commencent à augmenter fortement. Depuis 2009, les audiences étaient de moyenna à 0,7 et, en 2010, à cette date les cotes sont de 1,30, le double. Cela est une réel évolution du show comparé au rating de WWE Raw qui en 2009 était de 3,5 et maintenant 3,0 (les Rating sont approximatifs). Depuis l'année 2006, la TNA diffusait Slammiversary en dehors des studios d'Orlando en Floride mais pour la fédération a décidé en 2010 pour les huit années de Total Nonstop Action, de rester dans les studios pour cause de budget.
De nouveau écrans géants ont été mis en place lors du ppv de l'année 2010, Bound For Glory. Depuis ce ppv, Impact! est dirigé par les Immortals qui réunit Eric Bischoff, Hulk Hogan, Jeff Hardy, Jeff Jarett, Abyss, Ric Flair et Fortune, un groupe agissant en Heel attaquant et détruisant tous les autres, une équipe dominante la TNA. Ils ont même créé une nouvelle ceinture : la ceinture principale de la Total Nonstop Action en la faisant à l'image du champion Jeff Hardy (l'air Immortals). Dixie Carter a porté en justice Hulk Hogan qui a permis à Carter de reprendre un peu le contrôle de la TNA sachant que Hogan est éloigné de la TNA. L'année 2010 a été la meilleure année de la TNA depuis 2005 car avec l'arrivée des célébrités du catch telles que Jeff Hardy, Ric Flair et Mickie James puis l'amélioration des superstars de la TNA a coûté des ratings doublés à la TNA avec 1,30 pour 1,6/1,8 million de téléspectateurs.

### 2011: Impact Wrestling

Logo d'Impact! du 21 janvier 2011 au 12 mai 2011.

Lors de l’événement TNA Genesis 2011 qui a eu lieu le 9 janvier 2011, Matt Hardy a fait ses débuts contre Rob Van Dam qui avait un adversaire spécial. Le même soir Mr. Anderson a remporté son match de challenger no 1 au Championnat du Monde poids-lourds et a remporté juste après le titre face à Jeff Hardy. Les Immortal (catch) ont remporté tous les titres de la Total Nonstop Action sauf le Championnat du Monde poids-lourds qu'ils ont perdu. Il est annoncé un épisode spécial d'Impact le 3 février 2011 avec l'arrivée d'"eux". Les "eux" annoncés sont AJ Styles, Kazarian, Scott Steiner, Beer Money, Inc., Crimson et Kurt Angle, ils se sont révélés lors de l'épisode spécial d'Impact. Jeff Hardy est le nouveau TNA World Heavyweight Championship depuis Against All Odds (2011).
Impact! a bougé de l'Impact zone pour la deuxième fois le 3 mars 2011 a FayetteVille pour un épisode spécial où Jeff Hardy a perdu son titre face à Sting. L'édition du 10 mars avait aussi lieu à Fayetteville.
- TNA Impact! en taping le 24/02 et diffusé sur Spike TV le 03/03 et le 10/03 en direct du Crown Coliseum à Fayetteville en Caroline du Nord qui a eu une attendance de 3 500 fans présent dans l'arène
- Impact Wrestling en taping le 25/08 et diffusé sur Spike TV le 01/09 et le 08/09 en direct du Von Braum Center à Huntsville en Alabama qui a eu une participation de 3 200 fans présents dans l'arène
- Impact Wrestling en taping le 21/09 et diffusé sur Spike TV le 08/9 et le 15/9 en direct du Knoxville Coliseum à Knoxville dans le Tennessee qui a eu une participation de 5 000 fans présents dans l'arène
- Impact Wrestling en taping le 26/10 et diffusé sur Spike TV le 03/11 et le 10/11 en direct du Macon Coliseum à Macon en Géorgie qui a eu une participation de 3 000 fans présents dans l'arène

### 2012 10 ans de Total Nonstop Action Wrestling
- Impact Wrestling en taping le 28/10 et diffusé sur Spike TV le 02/02 et le 09/02 en direct de la Wembley Arena à Londres en Angleterre a réuni environ 7 000 spectateurs (record d'affluence pour la TNA)

En mai TNA Impact change de nom et devient Impact Wrestling, avec le slogan "Wrestling Matters Here". Lors de Slammiversary IX, Mr. Anderson est devenu le nouveau World Heavyweight Champion en battant Sting. Sting a récupéré son titre lors de l'épisode spécial nommé un "Le cauchemar d'une nuit d'été" mais ne reste champion que 12 jours car Kurt Angle récupère le titre à Hardcore Justice (2011). Lors du main event de Bound for Glory (2011), Hulk Hogan a fait un face turn en défendent l'Icon Sting des mains des Immortels. Depuis ce jour les Immortels se dessoudent peu à peu. Lors de l'épisode d'Impact Wrestling du 03/11 diffusé à Macon en Géorgie, Bobby Roode est devenu le Champion du monde poids lourd de la TNA en faisant un Heel Turn face à son coéquipier et frère James Storm qui avait récupéré le titre lors 20/10 face à Kurt Angle.

Logo des 10 ans de la TNA

En 2012, la TNA marque son pas vers sa seconde décennie. le 22 juin 2012 la TNA aura 10 ans depuis son premier show. Le jour de son anniversaire sera marqué par Slammiversary X (2012). TNA a prévu un grand show pour ce jour-là. La tournée européenne de la TNA a vu les salles de Manchester Evening News Arena à Manchester et Wembley Arena à Londres remplis au complet avec le retour du grand Hulk Hogan.

Logo du Gut Check

Le lendemain de Lockdown, Hulk Hogan qui est à la charge en tant que GM de la TNA, réalise un nouveau concept, le Gut Check. Le principe est simple, un catcheur indépendant viendra à Impact Wrestling et combattra contre un catcheur qui fait déjà partie du Roster TNA. Trois juges seront aux abords du ring pour observer et la semaine suivante, ils se réuniront dans le ring pour donner leur choix si oui ou non, le catcheur indépendant mérite un contrat TNA Wrestling.
Le 10 juin 2012, la TNA a fêté ses 10 ans d'activités avec son pay-per-view Slammiversary X qui s'est déroulé à Arlington au Texas dans le College Park Center. Sting a été introduit dans le premier Hall of Fame de la TNA qui s'est déroulé le 9 juin 2012.
Depuis le 31 mai 2012, tous les épisodes d'Impact Wrestling sont diffusés en direct et ont changé de créneau horaire passant de 9pm à 8pm, ce qui conduit à une baisse des Audiences Télévisées au début (environ 1.02) mais finit par une augmentation constante à (1.14) le 29 décembre 2012
En 2012, il y a eu seulement trois changements de titre du champions du Monde, Bobby Roode (254j), Austin Aries (98j) et  Jeff Hardy (158j) comparé en 2011 où il y a eu 11 changement de titre.

### 2013: Impact Wrestling sur la route

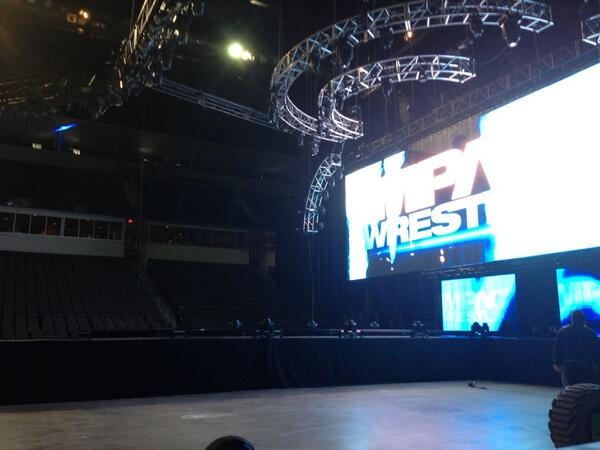
le décor de Impact Wrestling depuis le 14 mars 2013-présent

Le premier Impact de 2013 démarre avec un score plus élevé que la moyenne de l'an passé. La semaine suivante, un changement est apporté au concept du "Gutcheck" : dorénavant, deux lutteurs du circuit indépendant s'affronteront pour un contrat et ils passeront en même temps devant le jury.La TNA annonce le 31 janvier 2013 qu'elle quittera l'Impact Zone le 7 mars et qu'elle enregistrera tous les épisodes d'Impact Wrestling "sur la route" à partir du 14 mars. La présidente Dixie Carter ajoute qu'il est normal d'amener Impact Wrestling au public alors que celui-ci est longtemps venu à Orlando pour le voir, même s'il s'agit d'une prise de risque importante sur le plan financier.
Le 14 mars 2013, pour le premier Impact Wrestling en direct hors de l'Impact Zone, enregistré au Sears Center de Chicago, la TNA réalise sa plus grande affluence pour son show sur le territoire américain avec 6 500 spectateurs. Les semaines suivantes, le show réalise de bonnes affluences (environ 4000 fans présents par Impact Wrestling) ce qui rend rentable sur le plan financier mais les écoutes d'audiences n'ont pas réussi à grimper (environ 1,10 % de parts de marché pour 1 450 000 téléspectateurs)
Lors des enregistrements des épisodes d'Impact Wrestling un show est tourné en direct et la semaine suivante, la TNA diffuse un autre show tourné le soir du direct. En tournant deux shows d'un coup, la TNA économise des frais et cela laisse au catcheur une semaine de repos avant de reprendre la route. La WCW & WWE fonctionnaient ainsi à leurs débuts sur la route.
À partir du 30 mai 2013, Impact Wrestling débute à 20 h jusqu'à 22 h aux États-Unis (anciennement 19h/21h). Le 2 juin 2013, la TNA a fêté ses 11 ans lors de l’événement Slammiversary XI, qui a eu lieu à Boston dans l'état du Massachusetts.
À partir du jeudi 21 novembre, la TNA arrête les shows sur la route et est de retour à Orlando dans les studios 19 (précédemment 21) pour enregistrer les nouveaux Impact Wrestling.

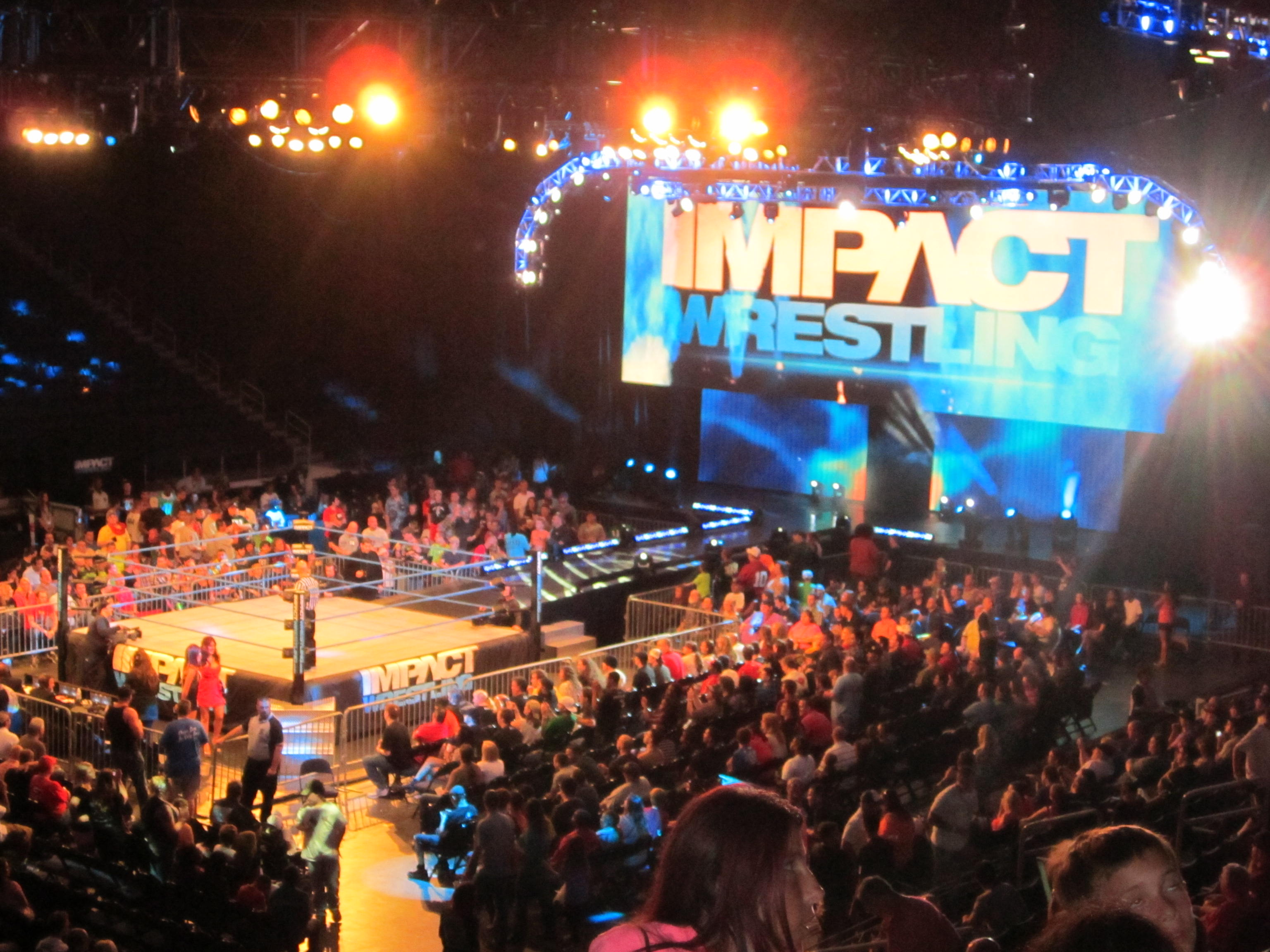
Impact Wrestling en juin 2013

- Impact Wrestling en juin 2013Impact Wrestling en taping le 25/01 et diffusé sur Spike TV le 31/01 et le 07/01 en direct de la Manchester Arena à Manchester en Angleterre qui a eu une attendance de 4 500 fans présent dans l'arène[1]
- Impact Wrestling en taping le 26/01 et diffusé sur Spike TV le 14/02 et le 21/02 en direct de la Wembley Arena à Londres en Angleterre qui a eu une attendance de 5 000 fans présent dans l'arène[2]
- Impact Wrestling en taping le 14/03 et diffusé sur Spike TV le 14/03 et le 21/03 en direct du Sears Centre à Hoffman Estates dans le Chicago qui a eu une attendance de 4 800 fans présent dans l'arène[3]
- Impact Wrestling en taping le 28/03 et diffusé sur Spike TV le 28/03 et le 04/04 en direct du ASU Convocation Center  à Jonesboro dans l'Arkansas qui a eu une attendance de 4 000 fans présent dans l'arène[4]
- Impact Wrestling en taping le 11/04 et diffusé sur Spike TV le 11/04 et le 18/04 en direct de l'American Bank Center à Corpus Christi au Texas qui a eu une attendance de 3 000 fans présent dans l'arène[5]
- Impact Wrestling en taping le 25/04 et diffusé sur Spike TV le 25/04 et le 02/05 en direct du Kovalchick Complex à l'Indiana en Pennsylvanie qui a eu une attendance de 3 300 fans présent dans l'arène[6]
- Impact Wrestling en taping le 09/05 et diffusé sur Spike TV le 09/05 et le 16/05 en direct de la bancorpsouth arena à Tupelo dans le Mississippi qui a eu une attendance de 3 000 fans présent dans l'arène[7]
- Impact Wrestling en taping le 20/06 et diffusé sur Spike TV le 20/06 et le 27/06 en direct du Peoria Civic Center à Peoria dans l'Illinois qui a eu une attendance de 2 800 fans présent dans l'arène.
- Impact Wrestling en taping le 29/06 et diffusé sur Spike TV le 04/07 et le 11/07 en direct de la Orleans arena à Las Vegas dans le Nevada qui a eu une attendance de 3 800 fans présent dans l'arène.
- Impact Wrestling en taping le 18/07 et diffusé sur Spike TV le 18/07 (épisode spécial Destination X) et le 25/07 en direct de la Broadbent Arena à Louisville dans le Kentucky qui a eu une attendance de 4 000 fans présent dans l'arène.
- Impact Wrestling en taping le 01/08 et diffusé sur Spike TV le 1/08 et le 8/08 en direct du Kay Yeager Coliseum à Wichita Falls dans le Texas qui a eu une attendance de 1 800 fans présent dans l'arène.
- Impact Wrestling en taping le 15/08 et diffusé sur Spike TV le 15/08 (épisode spécial Hardcore Justice) et le 22/08 en direct de The Constant Center à Norfolk dans la Virginie qui a eu une attendance de 3 200 fans présent dans l'arène.
- Impact Wrestling en taping le 24/10 et diffusé sur Spike TV le 24/10 (épisode spécial Halloween) et le 31/10 en direct de Lave Arena à Salt Lake City dans l'Utah qui a eu une attendance de 1 500 fans présent dans l'arène[8].

### 2014-2016: Instabilité sur le diffuseur aux États-Unis
Impact Wrestling ouvre ses 10 ans avec la fin de grandes superstars, Sting (parti à la WWE), Mickie James (enceinte alors du Champion de la TNA Magnus), AJ Styles et Bad Influence (retourné à la ROH) puis Jeff Jarrett (fondé la Global Force Wrestling) voient leurs contrats arrivé à terme pour laissé place à de nouveaux talents telle que The Wolves, MVP, Bobby Lashley, Angelina Love et Willow (Jeff Hardy). Le premier Impact Wrestling est tourné pour la première fois à Glasgow et apporte un auditoire de 5,500 à la TNA, un des records que la TNA ait fait.
Impact Wrestling commence 2014 avec un nouveau gérant du show, Montel Vontavious Porter qui détient des parts de la TNA et veut mettre fin à l'ère Dixie Carter qui a commencé au départ d'Hulk Hogan de la TNA. Lors de Lockdown, la TNA recrute Sanada (Japonais et sous contrat avec la fédération du Great Muta) et Tiger Uno (Mexicain et neveu de Rey Misterio) afin de faire de la division X, une division international.
Depuis le début de l'année 2015, Impact wrestling est maintenant diffusé sur Destination America. Cette arrivée sur la chaîne privée américaine, donne droit à un tout nouveau décor. Tout juste 1 an plus tard, la TNA est diffusée sur Pop TV, attirant régulièrement plus de 250 000 téléspectateurs.

### 2017-...: L’Ère  Anthem Sports & Entertainment
Le 4 janvier 2017, Anthem Sports & Entertainment rachète la TNA et nomme Ed Nordholm président de la compagnie.

## Production

### Thème du générique
| Dates                                                      | Titre de la musique | Auteur                                                              | Notes                                                                                |
| ---------------------------------------------------------- | ------------------- | ------------------------------------------------------------------- | ------------------------------------------------------------------------------------ |
| 4 juin 2004 - 13 septembre 2007                            | TNA Theme           | Dale Oliver                                                         | Premier thème choisi par la TNA pour le premier Impact!                              |
| 13 septembre 2007 - 20 novembre 2008                       | « Adrenaline Rush » | Marc Williams et Vernon Kay                                         | TNA Impact change de thème quand l'ImpactZone change de décors                       |
| 20 novembre 2008 - 18 mai 2010                             | Cross the Line      | AD/AM                                                               | TNA Impact choisit ce thème en vue de leur slogan Cross the Line (Franchis la ligne) |
| 18 mai 2010 - 12 mai 2011                                  | Change Me           | Trae Vedder                                                         | TNA Impact change de générique, de logo, de titantron et de décors                   |
| 19 mai 2011 - 7 janvier 2015 27 octobre 2016 - 9 mars 2017 | Sinister Rise Above | Dale Oliver                                                         | TNA Impact devient Impact Wrestling                                                  |
| 26 avril 2012 - 4 octobre 2014                             | Humanomoly          | Jeff Hardy et Dale Oliver                                           | Lors des épisodes spéciaux de Impact Wrestling "Open Fight Night" et "GutCheak"      |
| 7 janvier 2015 - 5 janvier 2016                            | Megatron            | Crazy Town                                                          | Impact Wrestling change de chaine pour Destination America.                          |
| 5 janvier 2016 - 27 octobre 2016                           | Roustabout          | Billy Corgan                                                        | Impact Wrestling change de chaine pour POP TV.                                       |
| 9 mars 2017 - 29 octobre 2019                              | Roustabout          | Dale Oliver                                                         | Impact Wrestling change de thème song de générique                                   |
| 29 octobre 2019 - 14 juillet 2020                          | New Kings           | Bernard James Perry II, John August Pregler et Shannon Martin Riley | Impact Wrestling change de chaine pour AXS TV.                                       |
| 21 juillet 2020 - 28 décembre 2023                         | We Own The Night    | Bernard James Perry II, John August Pregler et Shannon Martin Riley | Impact Wrestling change de générique après Slammiversary.                            |

### Segments récurrents
En plus de matches de catch et de segments en coulisse, Impact Wrestling a aussi eu plusieurs segments récurrents mensuelle.
| Segment                              | Type de segment     | Hôte                               | Période active                                     | Notes |
| ------------------------------------ | ------------------- | ---------------------------------- | -------------------------------------------------- | --- |
| Rough Cut                            | Interview           | TNA Roster                         | de février 2008 à avril 2009                       | Une entrevue en profondeur sur la vie et la carrière de quelqu'un dans la lutte professionnelle. Également utilisé comme un entretien ensemble vidéo de querelles de battage entre deux ou plusieurs lutteurs, à certaines occasions. |
| $ 25,000 Fan Défi                    | défie catch         | Awesome Kong et Raisha Saeed       | mai à juillet 2008                                 | Une Knockout entré sur le ring pour rivaliser avec Awesome Kong. S'ils ont gagné, ils reçoivent 25 000 $ et le Championnat du TNA Knockout. Le concours s'est terminé avec Taylor Wilde sa défaite, faisant d'elle le troisième champion de l'histoire. |
| Interview de Karen                   | segment Interview   | Karen Angle                        | Juillet 2008 - Octobre 2008                        | Karen a accueilli un segment d'entrevue de talk-show. Le segment a pris fin quand il a été annoncé Impact! que Karen prenait du temps pour se concentrer sur sa famille. |
| L'Angle / Trash Talking ODB avec ODB | segment Interview   | ODB                                | Novembre 2008 - Décembre 2009                      | A pris la place de l'angle de Karen après avoir quitté l'entreprise. |
| Histoire du catch Hardcore           | segment Interview   | Mick Foley                         | Février 2009 - Avril 2009                          | Mick Foley raconte ces grands matchs Hardcore. |
| Off the Challenge Wagon              | Wrestling Challenge | Beer Money, Inc.                   | Février 2009 - Avril 2009                          | Ouvert défi pour la bière de l'argent au TNA World Tag Team Championship. Si les challengers ont perdu par tombe ou par soumission, le lutteur qui a perdu est viré. |
| Double J Challenge                   | MMA défi            | Jeff Jarrett                       | 9 décembre 2010 - 6 janvier 2011                   | Un défi ouvert hébergé par Jeff Jarrett, où tout fan qui pourrait faire de lui soumettre dans un arts martiaux mixtes match allait gagner 100 000 $. |
| Championship Thursday                | Title match         | Hulk Hogan                         | 6 septembre 2012 - 27 décembre 2012                | Une fois par mois, un championnat est mis sur la ligne et quatre challengers se réunira avec Hogan, en essayant de le convaincre de leur donner la chance au titre. Un par un, Hogan permettra d'éliminer les challengers, jusqu'au moment où il prend sa décision finale juste avant le match pour le titre.                                                  |
| Défi du Gut Check                    | Wrestling Challenge | Jeremy Borash                      | 26 avril 2012-25 juillet 2013                      | Un défi a lieu une fois par mois, où deux lutteurs du circuit indépendant bat l'autre, avec trois juges en choisir un d'entre eux, et ensuite voter sur s'il ou elle devrait être signé à un contrat basé sur la performance. |
| Open Fight Night                     | Wrestling Challenge | TNA Roster                         | 26 avril 2012 -27 juin 2013                        | Une fois par mois, tous les matches sur Impact Wrestling ya des défis ouverts où un membre de la TNA Roster peuvent appeler n'importe quel autre employé TNA (lutteur, annonceur, Knockout, arbitre); refus de combattre après avoir été contesté entraînera des mesures disciplinaires sévères de l'impact gestion, y compris des amendes et des suspensions. |
| Gail Kim's Open Challenge            | Wrestling Challenge | Gail Kim                           | 7 novembre 2013 - 16 janvier 2014                  | Gail Kim a lancé un défi à toutes les Knockouts de la TNA à venir et lui faire face. Si Kim est vaincu elle a promis un autre match pour la TNA Women's Knockout Championship. Le concours a pris fin lorsque Madison Rayne lui perdre le titre. |
| Bram's Open Challenge                | Wrestling Challenge | Bram                               | 10 juin 2015 - 28 juin 2015                        | Bram a lancé un défi à toutes les anciennes stars de la TNA comme Crimson, Joseph Parks, Vader et à Slammiversary XIII, il bat Matt Morgan dans un Street Fight Match qui était son dernier Open Challenge. |
| HUH?!                                | Interview           | Mr. Anderson                       | 12 janvier 2016                                    | Anderson a accueilli un segment d'entrevue de talk-show, le show a été arrêté quand Anderson a été renvoyé de la TNA. |
| Fact Of Life                         | Interview           | Eli Drake                          | 26 avril 2016 - 8 juin 2018                        | Eli Drake a accueilli un segment d'entrevue de talk-show. |
| Locker Room Talk                     | Interview           | Madison Rayne et Johnny Swinger    | 14 avril 2020 - 3 novembre 2020 19 août 2021 - ... | Madison Rayne et Johnny Swinger a accueilli un segment d'entrevue de talk-show. |
| All About Me                         | Interview           | Kaleb with a K et Tenille Dashwood | 15 avril 2021 - ...                                | Kaleb with a K et Tenille Dashwood a accueilli un segment d'entrevue de talk-show. |

### Épisode spéciaux
| Épisodes spéciaux                       | Rating    | Date                          | Notes |
| --------------------------------------- | --------- | ----------------------------- | --- |
| Live Impact!                            | 1.0       | 27 mars 2008                  | Première Impact live! |
| Live HD Impact!                         | 1.1       | 23 octobre 2008               | Premier live HD Impact! En dehors de l'Impact! Zone |
| 200e Impact!                            | 1.3       | 30 juillet 2009               | 200e épisode de iMPACT! sur Spike. |
| Super Impact!                           | 1.0       | 15 octobre 2009               | 3 heures d'épisode spécial de Impact! Menant à Bound for Glory. |
| Nouvelle Knockout                       | 0.6       | 31 décembre 2009              | Toutes les Knockout sont dans l'édition de Impact! Également en vedette le Top 3 matches PPV de 2009 tel que voté par les fans. Les Knockouts remettent leur titre en jeu.                      |
| Monday Night Impact!                    | 1.5       | 4 janvier 2010                | 3 heures spécial en direct de l'impact! Diffusée un lundi soir, avant et pendant la WWE émission phare WWE Raw. Avec l'arrivée de Hulk Hogan.                                                   |
| Le Salon du PPV gratuit                 | 1.15      | 12 août 2010                  | Un pay-per-view sur la télévision gratuite. |
| Before the Glory                        | 1,33      | 7 octobre 2010                | Spécial épisode d'Impact en direct! Menant à Bound for Glory. 3h avec l'arrivée d'une diva/Knockout Mickie James très connu dans le monde.                                                      |
| Le 3.11.2011                            | 1,33      | 3 mars 2011                   | Le retour d'Hulk Hogan et la décision du juge pour qui dirigera la TNA et le retour de Sting (il sera diffusé pour la première fois en dehors de l'Impact Zone en Floride mais à Fayette Ville) |
| 300e Impact!                            | 1.17      | 7 juillet 2011                | 300e épisode de Impact Wrestling! sur Spike TV. |
| Star Wars "Impact Wrestling"            | 1.22      | 9 février 2012                | Spécial Impact Wrestling en rapport avec Star Wars à Londres en Angleterre à Wembley Arena |
| Destination X (2013)                    | 1.16      | 18 juillet 2013               | Le PPV Destination X est diffusé lors d'un épisode d'Impact Wrestling |
| Hardcore Justice (2013)                 | 0.99/1.03 | 15 et 22 août 2013            | Le PPV Hardcore Justice est diffusé lors d'un épisode d'Impact Wrestling. |
| No Surrender (2013)                     | 1.08      | 12 septembre 2013             | Le PPV No Surrender est diffusé lors d'un épisode d'Impact Wrestling. |
| Turning Point (2013)                    | 0.95      | 21 novembre 2013              | Le PPV Turning Point est diffusé lors d'un épisode d'Impact Wrestling. |
| Final Resolution (2013)                 | 1.06      | 19 décembre 2013              | Le PPV Final Resolution est diffusé lors d'un épisode d'Impact Wrestling. |
| Genesis (2014)                          | 1.18      | 16 et 23 janvier 2014         | Le PPV Genesis est diffusé lors d'un épisode d'Impact Wrestling. |
| Lockdown (2015)                         | 0.52      | 6 février 2015                | Le PPV Lockdown est diffusé lors d'un épisode d'Impact Wrestling. |
| TKO: A Night of Knockouts               | 0.46      | 24 avril 2015                 | épisode spécial de Impact Wrestling, spécial Knockouts |
| Hardcore Justice (2015)                 | 0.52      | 1er mai 2015                  | Le PPV Hardcore Justice est diffusé lors d'un épisode d'Impact Wrestling. |
| May Mayhem                              | 413,000   | 29 mai 2015                   | Épisode spécial d'Impact Wrestling. |
| Destination X (2015)                    | 330,000   | 10 juin 2015                  | Le PPV Destination X est diffusé lors d'un épisode d'Impact Wrestling. |
| Bell To Bell                            |           | 1er juillet 2015              | Épisode spécial d' Impact! format pay-per-view. |
| No Surrender                            | 327,000   | 5 août 2015                   | Le PPV No Surrender est diffusé lors d'un épisode d'Impact Wrestling. |
| TNA vs. GFW Supershow                   | 270,000   | 12 août 2015                  | Épisode spécial d'Impact Wrestling avec le roster de la TNA contre celui de la GFW. |
| Turning Point                           | 323,000   | 19 août 2015                  | Le PPV Turning Point est diffusé lors d'un épisode d'Impact Wrestling. |
| #WinnerTakeAll                          | 258,000   | 16 septembre 2015             | Épisode spécial d'Impact Wrestling avec la TNA contre GFW dans Lethal Lockdown, le vainqueur prend le contrôle de la TNA.                                                                       |
| 600e Impact!                            | 255,000   | 12 janvier 2016               | 600e épisode d'Impact Wrestling. |
| Lockdown                                | 297,000   | 23 février 2016               | Épisode spécial d' Impact! format pay-per-view. |
| Sacrifice                               | 332,000   | 26 avril 2016                 | Épisode spécial d' Impact! format pay-per-view. |
| May Mayhem                              |           | 24 mai 2016                   | Épisode spécial d' Impact! format pay-per-view. |
| Gold Rush                               |           | 14 juin 2016                  | Épisode spécial d' Impact! format pay-per-view. |
| The Final Deletion                      | 410,000   | 5 juillet 2016                | Épisode spécial d'Impact Wrestling |
| Destination X                           | 358,000   | 12 août 2016                  | Épisode spécial d' Impact! format pay-per-view. |
| Turning Point                           | 373,000   | 25 août 2016                  | Épisode spécial d'Impact Wrestling |
| Delete or Decay                         | 337,000   | 8 septembre 2016              | Épisode spécial d'Impact Wrestling |
| Road to Glory                           | 365,000   | 29 septembre 2016             | Épisode spécial d'Impact Wrestling |
| Total Nonstop Deletion                  | 329,000   | 15 décembre 2016              | Épisode spécial d'Impact Wrestling |
| Genesis                                 | 307,000   | 26 janvier 2017               | Épisode spécial d' Impact! format pay-per-view. |
| Destination X                           | 320,000   | 17 août 2017                  | Épisode spécial d' Impact! format pay-per-view. |
| Victory Road                            | 264,000   | 28 septembre 2017             | Épisode spécial d' Impact! format pay-per-view. |
| 700e Impact!                            |           | 14 décembre 2017              | 700e épisode d'Impact Wrestling. |
| Genesis                                 | 310,000   | 25 janvier 2018               | Épisode spécial d' Impact! format pay-per-view. |
| Crossroads                              | 325,000   | 8 mars 2018                   | Épisode spécial d' Impact! format pay-per-view. |
| Under Pressure                          | 325,000   | 31 mars 2018                  | Épisode spécial d' Impact! format pay-per-view. |
| ReDefined                               | 225,000   | 30 août 2018                  | Épisode spécial d' Impact! format pay-per-view. |
| Uncaged                                 |           | 15 février 2019               | Épisode spécial d' Impact! format pay-per-view. |
| Against All Odds                        |           | 29 mars 2019                  | Épisode spécial d' Impact! format pay-per-view. |
| 800e Impact!                            |           | 19 novembre 2019              | 800e épisode d'Impact Wrestling. |
| Total Nonstop Action Wrestling Special! |           | 31 mars 2020                  | Épisode spécial mettant en vedette d'anciennes superstars de la TNA. |
| Rebellion                               |           | 21 avril 2020 - 28 avril 2020 | Initialement prévu pour être un PPV mais a été changé en émission spéciale de télévision en raison de la pandémie COVID-19.                                                                     |
| Emergence                               |           | 18 août 2020 - 25 août 2020   | Épisodes spéciaux d' Impact! format pay-per-view. |

### Diffusion aux États-Unis
| Saison       | Jour                            | Diffuseur                    | Année       | NOTES |
| ------------ | ------------------------------- | ---------------------------- | ----------- | --- |
| 1            | Vendredi                        | FSN                          | 2004–2005   | A changé de chaîne pour avoir une plus grande audience. |
| 2-10         | Samedi, jeudi, lundi puis jeudi | Spike TV                     | 2005–2013   | Période TNA iMPACT! La TNA débute une guerre avec RAW, est diffusé le lundi. À la suite d'une mauvaise audience, il est remis au jeudi. En 2011, le show change de nom et devient Wrestling Present.                        |
| 11           | Jeudi puis vendredi             | Spike et Destination America | 2014–2015   | Le 7 janvier 2015, Impact Wrestling change de chaîne et passe sur Destination America. Le programme retrouve le vendredi, sa journée d'origine de diffusion.                                                                |
| 12           | Vendredi puis mardi             | Destination America puis Pop | 2015–2016   | Le 5 janvier 2016, Impact Wrestling change encore de chaîne de télévision et passe sur Pop. Le programme est diffusé le mardi. C'est également le retour à une stabilité au niveau des diffuseurs de télévision américains. |
| 13-15        | Mardi (présent)                 | Pop, Pursuit                 | 2016-2019   | En janvier 2019, Impact! est déplacé sur Pursuit Channel et est diffusé en simultané sur la plateforme Twitch. |
| 16 (présent) | Mardi (présent)                 | AXS TV                       | Depuis 2019 | Le 9 septembre 2019, Anthem Sports & Entertainment rachète AXS TV. Impact! est diffusé à partir du 29 octobre 2019 sur AXS TV et en simultané sur Twitch.                                                                   |

### Audiences
| Année                                                      | Classement | Parts de marché (sur l'année) | Audience en % en million(s) |
| ---------------------------------------------------------- | ---------- | ----------------------------- | --------------------------- |
| 2005                                                       | 9          | 0,79 %                        | 0 980 000                   |
| 2006                                                       | 8          | 0,89 %                        | 1 080 000                   |
| 2007                                                       | 6          | 1,04 %                        | 1 301 000                   |
| 2008                                                       | 5          | 1,06 %                        | 1 348 000                   |
| 2009                                                       | 2          | 1,14 %                        | 1 588 000                   |
| 2010                                                       | 4          | 1,06 %                        | 1 340 000                   |
| 2011                                                       | 1          | 1,17 %                        | 1 751 000                   |
| 2012                                                       | 7          | 1,02 %                        | 1 299 000                   |
| 2013                                                       | 5          | 1,05 %                        | 1 618 000                   |
| 2014                                                       | 3          | 1,11 %                        | 1 418 000                   |
| Vert désigne la plus haute audience et Rouge la plus basse |            |                               |                             |

En fond vert = Les plus hauts chiffres d'audiences
En fond rouge = Les plus bas chiffres d'audiences

## Personnel
Ceci est la liste de toutes les personnes employées et/ou en contrat avec la Total Nonstop Action Wrestling.

### Dirigeant
| Personne                     | Rôle                            | période                               | note |
| ---------------------------- | ------------------------------- | ------------------------------------- | --- |
| Jeff Jarrett et Dixie Carter | Propriétaire et Président       | 4 juin 2004 - 31 décembre 2009        | C'est la plus longue période ou les Propriétaires n'ont pas changé. |
| Traci Brooks                 | Knockouts Commissioner          | 28 août 2008 - janvier 2009           | Elle devient la première dirigeante de la division Knockouts. |
| Jim Cornette                 | Manager Général                 | 17 octobre 2008 - 14 septembre 2009.  | Il a signé un contrat avec la Ring Of Honor et quitte la TNA. |
| Eric Bischoff et Hulk Hogan  | Manager Général et Propriétaire | 1er janvier 2010- 16 octobre 2011     | Dixie Carter et Jeff Jarrett ont confié tous leurs pouvoirs mais ils se sont fait trahir à Bound for Glory (2010) quand Hogan & Bischoff ont fait un Heel Turn. Ces deux ont empêché Dixie Carter de revenir à la TNA.                                                                          |
| Karen Jarrett                | Vice Présidente des Knockouts   | 1er septembre 2011 - 15 décembre 2011 | Karen Jarrett devient Vice Présidente des Knockouts et s'occupe de la division. |
| Dixie Carter                 | Propriétaire                    | 16 octobre 2011 - 4 janvier 2017      | À Bound for Glory (2011), Hulk Hogan avait mis en jeu son poste de GM face à Sting, qui a remporté le match. Dixie, qui a récupéré tous ses pouvoirs à la TNA, a confié le rôle de GM à Sting.                                                                                                  |
| Sting                        | Manager Général                 | 16 octobre 2011 - 15 mars 2012        | À Bound for Glory (2011), Hulk Hogan avait mis en jeu son poste de GM face à Sting, qui a remporté le match. Dixie, qui a récupéré tous ses pouvoirs à la TNA, a confié le rôle de GM à Sting.                                                                                                  |
| Hulk Hogan                   | Manager Général                 | 22 mars 2012 - 3 octobre 2013         | Sting a perdu face à Bobby Roode à Victory Road (2012) et ce dernier lui avait dit que si Sting perdait, il abandonnerait son poste de GM. Le jeudi suivant, Sting annonça que Hulk Hogan, le vrai ferait un excellent GM sans Eric Bischoff. Le 3 Hulk Hogan quitte la TNA et son poste de GM. |
| Brooke Hogan                 | Vice Présidente des Knockouts   | 31 mai 2012 - 16 août 2013            | Hulk Hogan nomme sa fille, Brooke à la tête de la division Knockouts. |
| MVP                          | Directeur des Opérations        | 9 mars 2014 - 26 juin 2014            | Lors de Lockdown Team MVP battent Team Dixie Carter et MVP devient le Directeur des Opérations |
| Kurt Angle                   | Directeur des Opérations        | 26 juin 2014 - 7 janvier 2015         | À la suite de la décision prise par le conseil d'administration de la TNA, le 26 juin 2014, MVP a été dépouillé de son poste, avec Kurt Angle a annoncé comme le remplacement de MVP en tant que Directeur des opérations.                                                                      |
| Ethan Carter III             | Manager Général                 | 8 juillet 2015                        | Il est Manager Général pour une soirée. Le 31 mai 2016, il redevint pour la 2e fois Manager Général d'un soir. |
| Bully Ray                    | Manager Général                 | 15 juillet 2015- 24 juiller 2015      | Il est nommé Manager Général par Dixie Carter, il quitte la TNA est automatiquement son poste de manager général |
| Jeff Jarrett                 | Manager Général                 | 12 août 2015 - 16 septembre 2015      | Il est nommé Manager Général par Dixie Carter après le départ de Bully Ray. |
| Maria Kanellis               | Leader des Knockouts            | 19 avril 2016 - 13 octobre 2016       | Elle remporte un ladder pour contrôler la division des knockouts. |
| Billy Corgan                 | co-Président                    | 12 août 2016 - décembre 2016          | Dixie Carter elle a cédé une partie de ses pouvoirs a Corgan elle reste toujours son supérieur et reste dans l'entreprise. |
| Ed Nordholm                  | Président                       | 5 janvier 2017 - 16 mars 2023         | Anthem Sports & Entertainment rachète la TNA et nomme Ed Nordholm président de la compagnie. |
| Don Callis et Scott D'Amore  | Vice-présidents exécutifs       | 7 décembre 2017 - 17 juin 2021        | Anthem Sports & Entertainment nomme Don Callis et Scott D'Amore Vice-présidents exécutifs d'Impact Wrestling. |
| Scott D'Amore                | Vice-président exécutif         | 17 juin 2021 - 9 mars 2023            | Après le départ de Don Callis de son poste de vice-présent exécutif, Scott D'Amore occupe désormais seul ce poste. |
| Santino Marella              | Directeur de l'autorité         | 19 janvier 2023 - ...                 | Il est nommé directeur de l'autorité pendant l'absence de Scott D'Amore après avoir subi l'attaque de Bully Ray. |
| Scott D'Amore                | Président                       | 16 mars 2023 - 1er février 2024       | Il est promu président de la compagnie. |
| Anthony Cicione              | Président                       | 8 février 2023 - ...                  | Il est nommé président de la TNA après le licenciement de Scott D'Amore. |

### Commentateurs
| Périodes                          | premier Commentateurs | second Commentateurs           | Note |
| --------------------------------- | --------------------- | ------------------------------ | --- |
| 4 juin 2004 - 13 août 2009        | Don West              | Mike Tenay                     | C'est la plus longue période où les commentateurs sont restés en place à la TNA Impact!. |
| 20 août 2009 - 8 novembre 2012    | Mike Tenay            | Taz                            | Tazz a pris la place de Don car celui-ci est devenu le manager d'Amazing Red et la TNA a décidé de remettre que ce duo le 6 juin au 15 aout 2013                                                                                  |
| 15 novembre 2012- 30 mai 2013     | Mike Tenay            | Taz                            | Todd Keneley et se rajoute au duo |
| 15 aout 2013 - 25 décembre 2014   | Mike Tenay            | Taz                            | C'est le premier Impact sans Mike Tenay depuis le début du Show il y a 9 ans.la TNA a décidé de remettre que deux commentaires.                                                                                                   |
| 7 janvier 2015 - 10 avril 2015    | Taz                   | Josh Mathews                   | Josh Mathews arrive à la suite du changement de chaine de Impact Wrestling et Mike Tenay quitte Impact Wrestling Cela met alors fin aux onze années consécutives de Tenay en tant que commentateur de Impact.                     |
| 17 avril 2015 - 29 mai 2015       | Josh Mathews          | aucun                          | Taz quitte la TNA et Mathews se retrouve seul mais de temps en temps en attendant un co-commentateur officiel des guests arrive pour remplacer taz comme Al Snow le 1er mai le 15 mai, D'Angelo Dinero ; et le 29 mai Mike Tenay. |
| 3 juin 2015 - 2 mars 2017         | Josh Mathews          | Da Pope                        | Da Pope devient le nouveau commentateur de la TNA. D'Angelo Dinero c'est son essai concluant du 22 mai 2015 qui lui a permis d'avoir cette place de commentateurs.                                                                |
| 9 mars 2017 - 10 août 2017        | Josh Mathews          | Da Pope                        | Jeremy Borash et se rajoute au duo. |
| 17 août 2017 - 1er février 2018   | Josh Mathews          | Jeremy Borash                  | Après le départ D'Angelo Dinero, Borash reste au côté de Josh Mathews comme 2ème commentateur. |
| 8 février 2018 - 19 avril 2018    | Josh Mathews          | Sonjay Dutt                    | Sonjay Dutt rejoint Josh Mathews aux commentaires pour compenser le départ de Borash. |
| 26 avril 2018 - 24 mars 2020      | Josh Mathews          | Don Callis                     | Don Callis rejoint Josh Mathews aux commentaires. |
| 31 mars 2020 - 12 janvier 2021    | Josh Mathews          | Madison Rayne                  | Madison Rayne remplace Don Callis aux commentaires |
| 19 janvier 2021 - 6 janvier 2022  | D'Lo Brown            | Matt Striker                   | Le 12 janvier 2021, Impact Wrestling annonce que Josh Mathews est promu producteur principal et il sera remplacé par le duo D'Lo brown et Matt Striker aux commentaires à partir d' Hard to Kill.                                 |
| 27 mai 2021 - 15 juillet 2021     | D'Lo Brown            | Josh Mathews                   | Josh Mathews remplace Matt Striker pendant l'absence de ce dernier. |
| 13 janvier 2022                   | D'Lo Brown            | Tom Hannifan                   | Tom Hannifan remplace Matt Striker aux commentaires aux côtés de D'Lo Brown après le départ de Striker de la compagnie. |
| 13 janvier 2021 - 20 janvier 2022 | Tom Hannifan          | Plusieurs guests commentateurs | Après l'attaque de Honor No More sur D'Lo Brown, Tom Hannifan commente avec plusieurs guests commentateurs tels que Ace Austin, Brian Myers, Matthew Rehwoldt et Scott D'Amore.                                                   |
| 27 janvier 2022 - présent         | Tom Hannifan          | Matthew Rehwoldt               | Le 27 janvier 2022, Matthew Rehwoldt devient le nouveau commentateur aux côtés de Tom Hannifan. |

### Annonceu(se) de ring
| Annonceurs     | Périodes                         | Note |
| -------------- | -------------------------------- | --- |
| Jeremy Borash  | 4 juin 2004 - 9 juillet 2005     | Il fut le premier annonceur de ring de la TNA et d'Impact Wrestling |
| David Penzer   | 16 juillet 2005 - 16 mai 2010    | Jeremy Borash étant muté en tant qu’interviewer, la TNA engagea David Penzer (ex annonceur de ring de la WCW) il est l’annonceurs de l’histoire de la TNA impact Wrestling qui est resté le plus longtemps. |
| Jeremy Borash  | 16 avril 2006 - 30 janvier 2018  | Que pour le Main Event jusqu'au 16 mai 2010 où David Penzer est licencié et reprend son rôle d'annonceur de la TNA puis à partir du 16 avril 2011, il présente juste les Main Events                        |
| SoCal Val      | 10 mars 2011 - 22 aout 2013      | Elle remplace Jeremy Borash car ce dernier s'était blessé à la suite d'une attaque de Mr. Anderson |
| Christy Hemme  | 28 avril 2011 - 22 avril 2016    | Lors de l'épisode d'Impact Wrestling, Christy Hemme a remplacé Jeremy qui lui ai promu juste pour les Mains Events. De plus elle est intervieweuse lors d'Impact Wrestling et Xplosion                      |
| Rockstar Spud  | 9 mars 2017 - 27 avril 2017      | Il remplace comme annonceur Jeremy Borash qui retourne à la table des commentateurs. |
| David Penzer   | 4 mai 2017 - 2 novembre 2017     | Il remplace comme annonceur Rockstar Spud qui redevient catcheur. |
| Jeffrey Scott  | 9 novembre 2017 - 14 avril 2020  | Il remplace comme annonceur David Penzer, qui quitte la compagnie |
| David Penzer   | 21 avril 2020 - 14 décembre 2023 | Il revient à Impact Wrestling pendant la pandémie du COVID19. |
| Jennifer Chung | 18 janvier 2024 - ...            | Elle remplace David Penzer après son départ. |

## Jeux vidéo
Un jeu vidéo basé sur la TNA nommé TNA iMPACT! est sortie le 5 septembre 2008 en Europe sur PlayStation 2, PlayStation 3, Wii et Xbox 360.
Le roster est composé de 25 stars dont AJ Styles, Abyss, Alex Shelley, Booker T, Brother Devon, don west Brother Ray, Chris Sabin, afro tunder Christopher Daniels, Jay Lethal, Jeff Jarrett, Kurt Angle, Rhyno, tomoko Samoa Joe, Scott Steiner, Hernandez Senshi, Homicide Shark Boy, Suicide, Sting.
Le mode carrière est basé sur un lutteur créé au préalable qui commence alors que le personnage du joueur se réveillera dans un lit d'hôpital après avoir fait de la chirurgie esthétique au Mexique avant de décider de se lancer dans la lutte. Des types de match exclusifs a la TNA seront bien sûr présents comme l'« Ultimate X » et bien sûr les matchs single, etc.
Un nouveau jeu TNA Impact est sortie sous le nom de TNA Impact « Cross the Line » date de sortie 2009. Ce jeu est sortie juste sur PSP et Nintendo DS

## Galerie des Logos

Premier logo de TNA Impact! (2004-2008)
Deuxième logo de TNA Impact! (2008-2010)
Troisième logo de TNA Impact! (2010-2011)
Quatrième logo de Impact Wrestling (2011-2019)
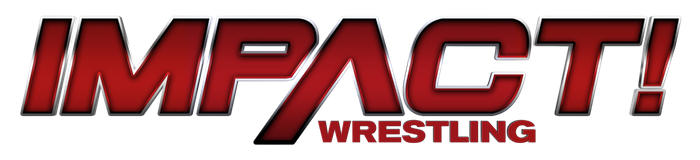
Cinquième logo de Impact Wrestling (2019-2023)
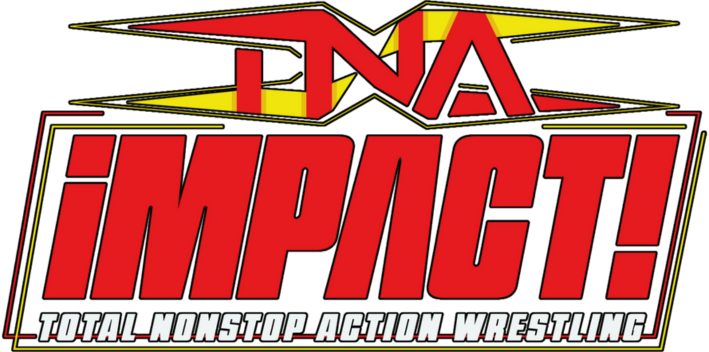
sixième logo et logo actuel de TNA Impact ! (2024-...)